# Giuseppe Zamboni (fisico)
Giuseppe Zamboni (Arbizzano, 1º giugno 1776 – Verona, 25 luglio 1846) è stato un abate e fisico italiano, padre dell'elettromotore perpetuo. Egli è conosciuto come l'inventore, nel 1812, della pila a secco, nota anche come pila Zamboni. Con due di queste pile costruì un orologio custodito nel Museo di Storia dell'Arte di Modena.

## L'invenzione della pila a secco

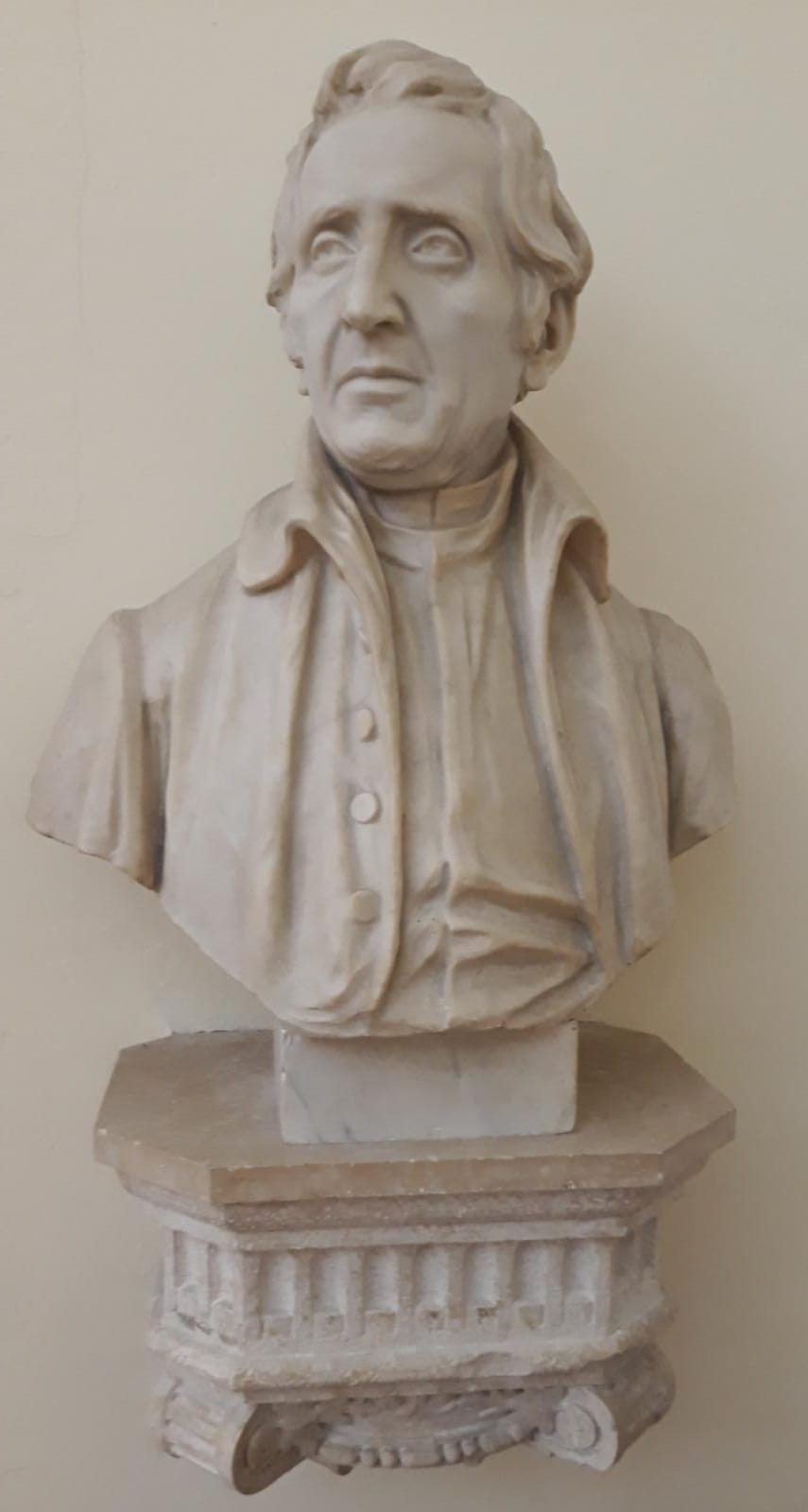
Il busto di Giuseppe Zamboni presso la Protomoteca della Biblioteca civica di Verona

Pendolo di Zamboni

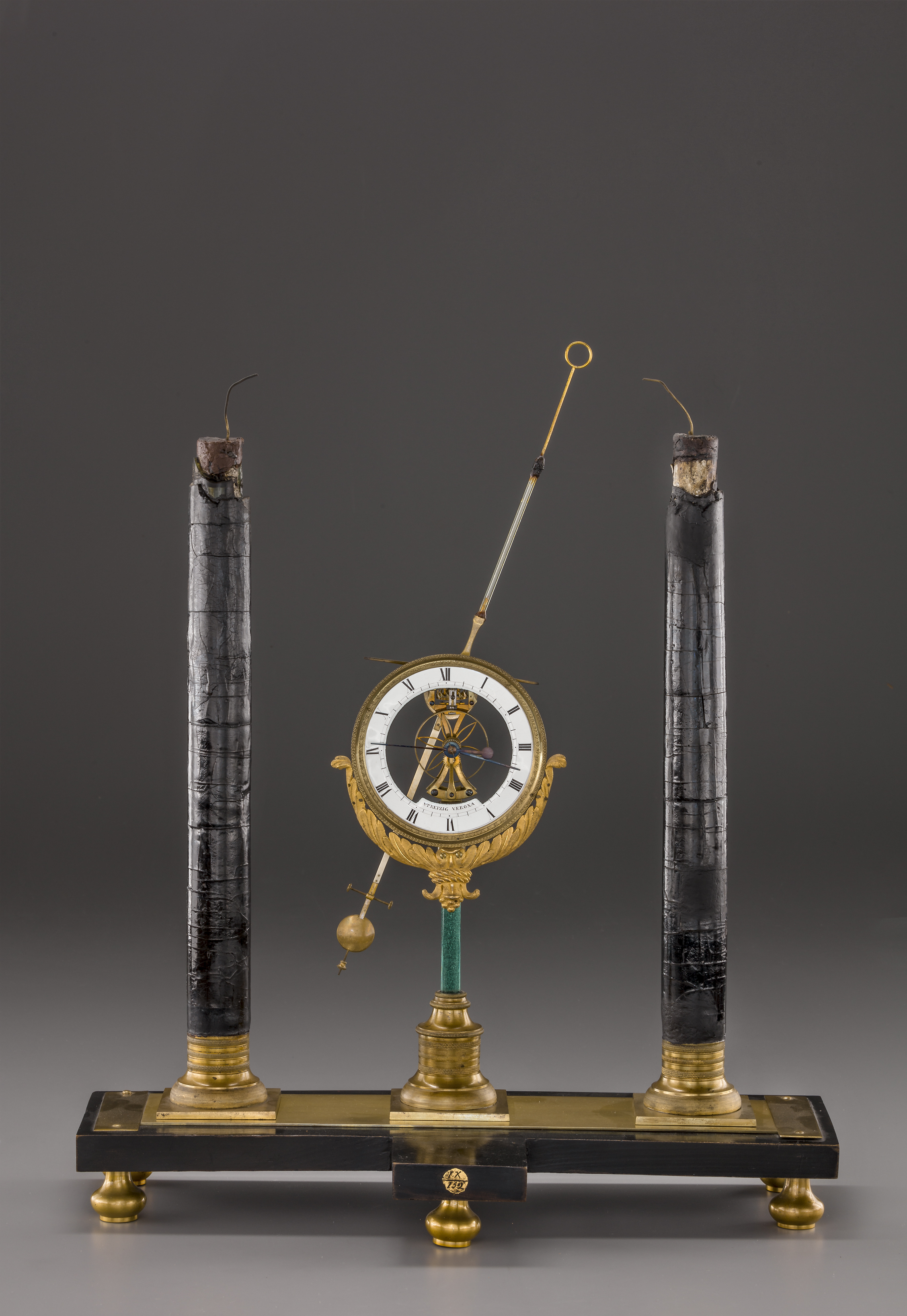
L'orologio "perpetuo" di Zamboni, Museo civico di Modena

Dal 1800 al 1840 circa furono sviluppati un considerevole numero di modelli di pile a secco, nell'intento di stabilire la natura della corrente elettrica nella pila voltaica, e in particolare di verificare l'ipotesi di Volta di una tensione di contatto. Lo stesso Volta eseguì esperimenti su pile di questo tipo.
Il primo ad annunciare la scoperta di una pila di questo tipo fu Johann Wilhelm Ritter nel 1802. Ritter costruì una pila a colonna formata da 600 dischi di zinco e rame separati da una pelle di pecora bianca e asciutta. La pila era in grado di caricare una bottiglia di Leida (un arcaico condensatore elettrolitico) nella stessa misura di una pila voltaica di analoghe dimensioni (contenente 600 dischi) e produceva gli stessi urti e scintille di un condensatore di Jar di analoghe dimensioni. La principale differenza era il tempo di ricarica, decisamente superiore a quello che la pila voltaica impiegava a caricare il condensatore di Jar. Dopo ulteriori esperimenti, Ritter concluse che la differenza era dovuta all'umidità presente nella pila voltaica, o ad una qualunque altra sostanza (elettrolita) che rendeva elettricamente attiva la pila, e che perciò era indispensabile una quantità anche minima di umidità, purché prodotta da un liquido che non interagisse chimicamente coi metalli.
Giuseppe Zamboni cercò di costruire un orologio elettrostatico di piccole dimensioni e con un'efficienza elettrica molto alta, tale da poter essere mosso per un periodo di tempo molto lungo senza cambiare batteria. La ricerca dell'epoca si dirigeva verso pile a secco, nelle quali l'acido elettrolita non poteva reagire chimicamente e corrodere gli strati di conduttore, prolungando molto la sua vita utile.
La pila di Zamboni è composta da una pila di sottili dischi di due metalli conduttori posti dentro un tubo di vetro chiuso che ha una colonna di alluminio al centro. I dischi sono concentrici a tale colonna, e sono impilati uno sopra l'altro secondo la sequenza: disco di rame/ foglio di carta commerciale (detta "carta d'argento"), a forma di disco, con strato di collante /disco di lega stagno-zinco/ disco di rame. La pila sviluppa una forza elettromotrice sufficiente da essere misurabile con un elettroscopio.
I dischi non erano posti a contatto diretto con alcuna sostanza acidula o inumidita, ma come le altre pile a secco, in realtà esisteva un elettrolita, che era il collante utilizzato tra i fogli di carta commerciale e quelli di metallo. La carta commerciale manteneva i dischi di metallo isolati dall'elettrolita che non reagiva chimicamente, cessando di deteriorare la pila. La pila rispetta la prima legge dell'effetto Volta, per la quale si sviluppa una forza elettromotrice tra metalli diversi che non dipende dall'estensione della superficie di contatto (che è molto piccola).
Le ricerche sulla pila a secco ebbero un forte impulso all'interno del dibattito sul comportamento elettrico della pila di Volta, vertendo sulla domanda se questo fosse dovuto ad una tensione di contatto oppure ad una nuova reazione elettro-chimica.
Durante la sua vita fu docente presso l'allora Imperial Regio Liceo di Verona, ora Liceo ginnasio statale Scipione Maffei.

## Opere

### Saggi e dissertazioni
- G. Zamboni, Della pila elettrica a secco. Dissertazione, Verona, Dionigio Ramanzini, 1812
- G. Zamboni, Descrizione ed uso dell'elettromotore perpetuo, Verona, Tipografia Mainardi, 1814
- G. Zamboni, L'elettromotore perpetuo. Trattato diviso in due parti, Verona Tipografia Erede Merlo, 1820 (1ª parte) 1822 (2ª parte)
- G. Zamboni, Sull'elettro motore perpetuo, istruzione teorico-pratica. Verona Tipografia Antonelli, 1843

### Lettere
- G. Zamboni, Sopra i miglioramenti da Lui fatti alla sua pila elettrica, lettera all'Accademia Reale delle Scienze di Monaco, Verona, Tipografia Ramanzini, 1816
- G. Zamboni, All'Accademia Reale delle scienze di Parigi, lettera estratta dal «Poligrafo» marzo 1831
- G. Zamboni, Sull'argomento delle Pile secche contro la Teoria elettro-chimica. Risposta alla nota del Dott. A. Fusineri, Verona, Tipografia Ramanzini, 1836
- G. Zamboni, Sulla teoria Elettro-chimica delle Pile Voltiane al Dott. A. Fusineri. Lettera seconda, Tomo IV, bimestre 1º, gennaio-febbraio 1836. Padova, Seminario (1836)
- G. Zamboni, Difesa degli argomenti tratti dalle Pile secche per la teoria voltiana contro le obiezioni Sig. De la Rive. Memorie di fisica, Tomo XXI, p. 368. Tipografia Camerale Modena, 1837.